# 特拉华河 (德克萨斯州)
特拉华河（英語：Delaware River），又稱特拉华溪（Delaware Creek）是一条位于德克萨斯州的间歇河，是佩科斯河的一条支流，起源于瓜達洛普山國家公園克伯森縣西北部。